# بحران بازار اوراق قرضه ۱۹۹۴
بحران بازار اوراق قرضه ۱۹۹۴ (انگلیسی: 1994 bond market crisis) یا شکست بزرگ اوراق قرضه، افت شدید ناگهانی و شدیدی در قیمت بازار اوراق قرضه در کشورهای توسعه یافته بود. این بحران از ایالات متحده و ژاپن آغاز شد و به سایر نقاط جهان گسترش یافت. بازده اوراق خزانه ۳۰ ساله در ۹ ماهه نخست سال حدود ۲۰۰ واحد پایه افزایش یافت.